# لا پوئبلا د هیخار
لا پوئبلا د هیخار (به اسپانیایی: La Puebla de Híjar) یک شهرستان در اسپانیا است که در Bajo Martín واقع شده‌است.

## خصوصیات
لا پوئبلا د هیخار ۶۰٫۷۸ کیلومترمربع مساحت و ۱٬۰۱۸ نفر جمعیت دارد و ۲۱۶ متر بالاتر از سطح دریا واقع شده‌است.